# كريم حافظ
كريم حافظ رمضان سيف الدين (من مواليد 12 مارس 1996) هو لاعب كرة قدم مصري محترف، يلعب كظهير أيسر لنادي بيراميدز المصري ومنتخب مصر.

## مسيرته المبكرة
بدأ كريم حافظ رحلته من ألعاب دمنهور، ثم انتقل إلى النادى الاهلى ورحل عنه عندما كان عمره 12 عاماً، إلى أكاديميه جيه أم جي التابعة لنادي وادي دجلة.

## مسيرته الكروية

### ليرس
بدأ كريم حافظ الاحتراف بعمر 18 عام، فقد ظهر لأول مرة مع النادي البلجيكي ليرس في 30 أغسطس 2014 ضد فاسلاند بيفيرين وقد خسروا 2-0 خارج أرضهم. في 20 سبتمبر 2014، سجل هدفه الأول في الدوري ضد نادي فيسترلو وقد هُزِمُوا بنتيجة 6-1 خارج أرضهم. واصل كريم اللعب لفريق ليرس الأول وكان أحد نجومهم، فقد سجل ثلاثة أهداف في الدوري البلجيكي الممتاز لكنه لم يتمكن من إنقاذ ناديه من الهبوط. اِستدعاه مدرب المنتخب المصري هيكتور كوبر؛ بسبب لعبه الفردي الممتاز، وظهر لأول مرة في يونيو، فقد خرج من مقاعد البدلاء في مباراة ودية ضد مالاوي، وانتهت بفوز منتخب مصر بنتيجة 2-1.
سافر ماجد سامي -مالك نادي وادي دجلة وليرس- إلى أثينا للتفاوض على انتقال كريم إلى أيك أثينا، وكان من المتوقع أن يتم التوصل إلى اتفاق على مدى عدة أيام ينضم خلالها كريم حافظ البالغ من العمر 19 عامًا إلى نادي أيك أثينا، على سبيل الإعارة لمدة موسم واحد، مع خيار تمديد الإعارة لموسمين إضافيين، وفقًا لإعلان نادي ليرس على موقعه الرسمي على الإنترنت. ومع ذلك، فقد تعثرت الصفقة؛ بسبب بسبب اختلاف نادي ليرس ونادي أيك أثينا على قيمة الصفقة وبعض البنود الأخرى، بالإضافة إلى إعلان ليرس عن النقل على موقعه الرسمي على الإنترنت قبل أن يكون نهائيًا.

#### أومونيا (إعارة)
أعَاره نادي ليرس لنادي أومونيا في أغسطس 2015 لمدة موسم واحد.

#### لانس (إعارة)
انتقل كريم حافظ إلى صفوف نادي لانس الفرنسي على سبيل الإعارة لمدة موسم واحد قادمًا من نادي ليرس البلجيكي.

### وادي دجلة

#### إسطنبول باشاكشهر (إعارة)
أَعار نادي وادي دجلة كريم حافظ في 29 أغسطس 2018، لنادي إسطنبول باشاكشهر التركي لبقية الموسم.

#### قاسم باشا (إعارة)
تعاقد نادي قاسم باشا في يناير 2019 مع كريم حافظ على سبيل الإعارة من نادي وادي دجلة لمدة 6 أشهر حتى نهاية الموسم. وقد جدَّد النادي عقد استعارته في يونيو 2019 لمدة موسم آخر.

#### يني ملطية سبور (إعارة)
ضم نادى يني ملطية سبور كريم حافظ في يناير 2020 على سبيل الإعارة من نادي وادي دجلة لمدة 6 أشهر، مع أحقية الشراء نهاية الموسم.

### يني ملطية سبور
وَقَّعَ كريم حافظ عقد انتقاله بشكل نهائي لنادي يني ملطية سبور لمدة 3 سنوات في أغسطس 2020.

## مسيرته الدولية
اُختير في مايو 2018 في التشكيلة الأولية لمصر في كأس العالم 2018 في روسيا، لكن لم يُختار في التشكيلة النهائية.

## روابط خارجية
- كريم حافظ على موقع اتحاد تركيا (لاعب) (الإنجليزية)
- كريم حافظ على موقع قاعدة بيانات كرة القدم.إي يو (الإنجليزية)
- كريم حافظ على موقع ناشيونال فوتبول تيمز (الإنجليزية)
- كريم حافظ على موقع Soccerway.com (الإنجليزية)
- كريم حافظ على موقع عالم كرة القدم.نت (الإنجليزية)